# 方豪 (明朝)
方豪（1482年—1530年），字思道，號棠陵，浙江衢州府開化縣人，明朝政治人物。

## 生平
方豪於正德二年（1507年）中式浙江乡试第九名举人。正德三年（1508年）聯捷三甲二百十八名進士。授崑山縣知縣，有政績。正德七年（1512年）丁母憂。正德十一年（1516年）复除沙河县知县。正德十三年遷刑部湖广司主事，奉差往江南审录罪囚。正德十四年因諫明武宗南巡，跪阙下五日，受廷杖五十，罢官归。
明世宗即位，复任刑部主事，命审录山东，咸称平恕。歷官湖廣按察司佥事，嘉靖七年（1528年）四月升福建按察司副使，以终养归。與楊一清、鄭善夫、何景明等友善。嘉靖九年（1530年）七月卒，年四十九。

## 著作
著有《棠陵集》八卷、《韵谱》五卷。

## 遗迹

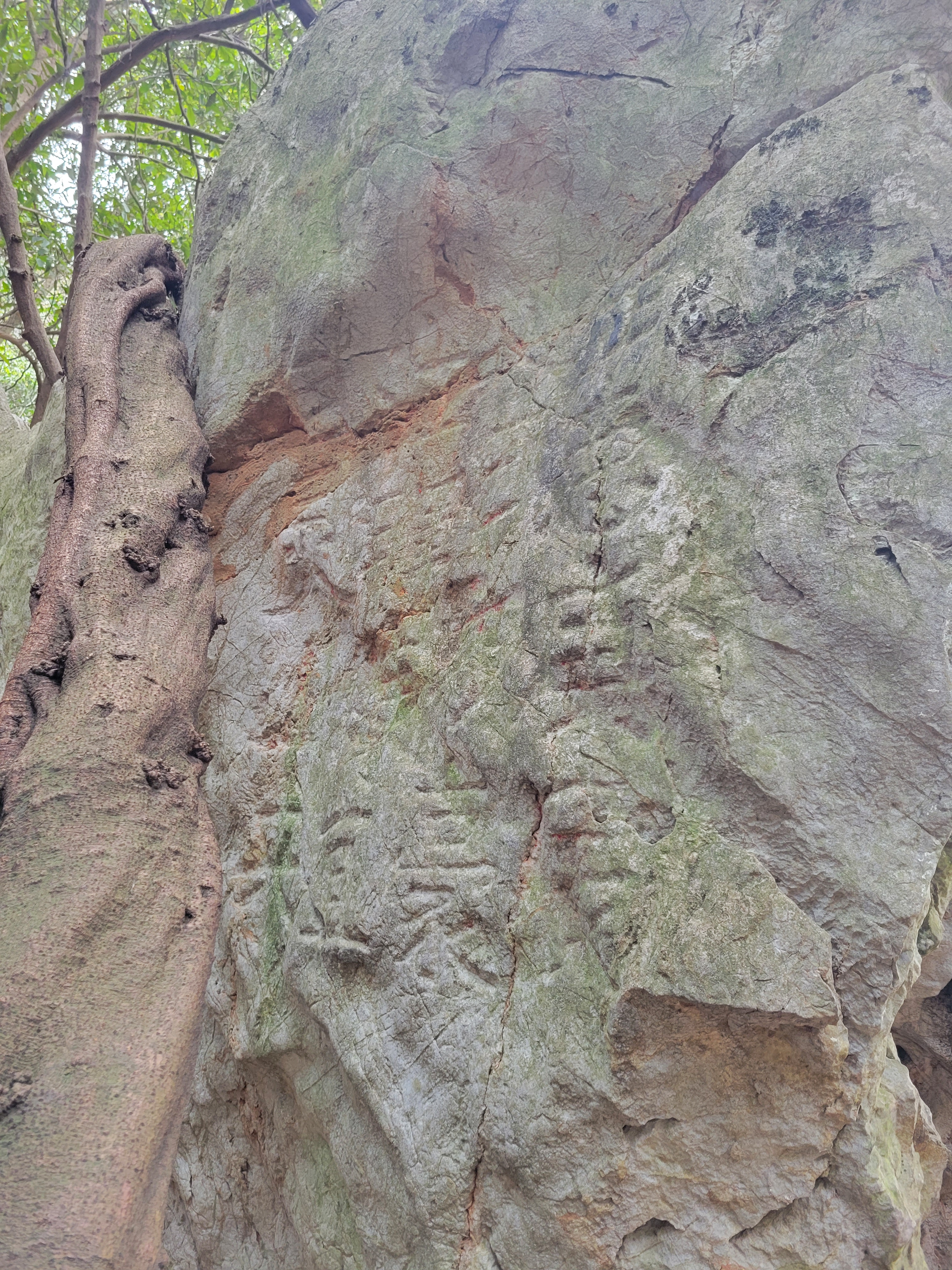
正德十五年開化進士方豪于三生石題名

正德七年（1512年）元月，苏州虎丘剑池水枯，露出吴王墓门，时任长洲知县吾翕与同榜进士吴县知县胡文静、昆山知县方豪同去观赏，并在悬崖壁题記，其字至今尚存。
正德十一年（1516年）九月，方豪周遊宋村十八洞，曾題字：“張燎深入，寒氣逼人”，正德十四年冬十月十九日方豪公幹江南，亦曾題字於凤凰山摩崖。

## 家族
曾祖方浩。祖父方儆。父方綺。母潘氏。具庆下。孫方元啓，號竹友，顺治辛丑進士，官南乐知县。